# Melo (Gouveia)
Melo est un village du Portugal, à 26 kilomètres au nord-ouest de Guarda. Il comptait à peu près 500 habitants en 2011.
C’est de ce bourg qu’une des branches de la maison de Bragance tirerait son nom.

## Source
« Melo (Gouveia) », dans Pierre Larousse, Grand dictionnaire universel du XIXe siècle, Paris, Administration du grand dictionnaire universel, 15 vol., 1863-1890 [détail des éditions].